# Nossa Senhora das Dores (Cabo Verde)
Nossa Senhora das Dores es una freguesia caboverdiana del municipio de Sal.

## Geografía
La freguesia abarca la totalidad de la isla de Sal.

## Organización territorial
La freguesia contaba en 2021 con 33 347 habitantes distribuidos en las entidades de población de:

### Ciudades
- Espargos
- Santa Maria

### Villa
- Palmeira

### Localidades
- Murdeira
- Pedra de Lume
- Terra Boa